# Црвени крст
Међународни покрет Црвеног крста и Црвеног полумесеца (✚) је међународна, хуманитарна организација са сједиштем у Женеви. Основао ју је Анри Динан 1863. године у Женеви са основним циљем ублажавања људске патње, заштите људског живота и здравља као и осигуравање поштовања људског бића.
Међународни покрет се састоји из неколико различитих организација које су међусобно правно одвојене, али их веже иста мисија, исти симболи, статути и управљачка тела, а то су:
- Међународни комитет Црвеног крста (МКЦК) - приватна хуманитарна институција основана 1863. године у Женеви. Комитет има 25 чланова и његова мисија је да под међународним хуманитарним правом штити животе и достојанство жртава међународних и грађанских сукоба.
- Међународна федерација друштава Црвеног крста и Црвеног полумесеца (МФЦК) - основана 1919. године координише између 190 Националних друштава Црвеног крста и Црвеног полумесеца широм света. На међународном нивоу, Међународна федерација води и координише, у кооперацији са Националним друштвима, акцијама спасавања и пружања хуманитарне помоћи и подршке становништву захваћеним масовним несрећама. Седиште секретаријата Међународне федерације налази се у Женеви.
- Национална друштва Црвеног крста и Црвеног полумесеца - у готово свакој држави на свету постоји Национално друштво Црвеног крста или Црвеног полумесеца. Тренутно, 190 Националних друштава су призната од стране МКЦК-а и исто толико друштава су чланице Међународне федерације. Национална друштва делују у својим матичним државама у складу са међународним хуманитарним правом и мисијом и статутом Међународног покрета, али могу, у складу са њиховим могућностима и потребама, предузети остале хуманитарне задатке који нису директно дефинисани међународним хуманитарним правом, па тако многа Национална друштва сарађују уско са здравственим системом њихове земље и пружају хитне медицинске услуге.

## Историја
За време Аустријско-сардинијскога рата 24. јуна 1859. године, недалеко од Солферина, маленог мјеста на сјеверу Италије, сукобиле су се аустријске војне јединице са савезничком француско-италијанском војском. Водила се последња битка за независност послије које су Аустријанци протјерани са сјевера Италије; француски цар Наполеон III притекао је Италији у помоћ. Крвава битка која је трајала 15 сати оставила је са собом 40.000 рањених који су умирали на бојном пољу. Санитетске службе не знајући да је битка започела биле су далеко од овог призора. Свега неколико љекара, који су се ту затекли, трудили су се да са незнатним средствима пруже помоћ рањеницима, али за већину њих спаса није било.
Млади трговац из Женеве који се затекао у близини бојног поља, био је свједок страховитог призора. Звао се Анри Динан, имао је 31 годину и био вођен изненадним нагоном да пружи помоћ свима у невољи. Али видјевши невјероватан број рањеника који су се налазили око њега, врло брзо је установио да је он сам немоћан и да неће моћи много да учини за њих. Тада спонтано покушава да регрутује волонтере међу цивилним становништвом Солферина који су се у почетку показали врло невољним. Анри Динан им тада повика „Tuttti fratelli!“ - „Сви смо браћа!“ И својим громким позивом је успио да сломи отпор и да отвори срца тих мушкараца и жена. Постепено, добра воља и ентузијазам тријумфују. Рањеници су одведени далеко од бојног поља, у цркве и приватне куће, гдје им је становништво свим срцем пружило помоћ.
Неуморан, Анри Динан се бринуо 3 дана и 3 ноћи о рањеницима. Доносио је да пију онима који су имали грозницу, тјешио је умируће, обећавајући да ће њиховој породици пренијети последњу поруку. Налази времена и да охрабри друге добровољце да помогну. Ти добровољци су пуни добре воље, али нису у могућности да пруже одговарајућу помоћ, јер им недостаје знање и потребна обука.
Идеја, у почетку нејасна, почиње да се обликује у мислима Анри Динана: ако се у Солферину тада нашао велики број добровољаца који су имали добру медицинску обуку у основи, колико је непотребних патњи могло бити избјегнуто? Колико младих обећавајућих живота је могло бити спашено? Одједном, Анри Динану се намеће једино могуће рјешење: треба створити међународно друштво за помоћ, које би се базирало на уговору и које би правно обавезало државе. По повратку у Женеву, Анри Динан не може да заборави страховите сцене чији је очевидац био у Солферину. Три године након тих догађаја, машио се пера и почео да пише „Сјећање на Солферино“, књигу која ће ући у анале човјечанства. Није се задовољио да у књизи опише неподношљиве услове у којима су се нашли војници након битке, већ је јасно изнио своје идеје. Тражи да буде потписана међународна конвенција која ће осигурати заштиту цивила жртава рата и да буду створена, у свим земљама, друштва за пружање помоћи, која ће бити заснована на принципу непристрасности и која ће окупити добровољце обучене да пружају помоћ рањеницима.
Анри Динан објављује књигу, о свом трошку, у 400 примјерака и шаље је важним личностима и својим пријатељима. Динанова идеја се чини у потпуности нереалном, чак и револуционарном. Разумљиво је да не наилази свуда на отворена врата; његови га пријатељи исмијавају, називајући чак његове идеје „лудим“. Али друге личности, напротив, чују његов апел. Генерал Гијом Анри Дифур и правник Гистав Моније, који с прочитали његову књигу, сматрају да су његове идеје и планови остварљиви. Ступају у контакт са њим. На дан 9. фебруара 1863. године, женевско „Друштво јавне користи“ на челу са Монијеом, оснива комитет који је надлежан да испита приједлоге Динана. Овај комитет сачињавају, осим Монијеа, Динана и Дифура, и ратни хирург Луј Апиа и љекар Теодор Моноар. Ових петоро људи се први пут састало 17. фебруара 1863. и сачињавају већ тада „Међународни комитет за помоћ рањеницима“. Овај „Комитет петорице“ кратко након тога почиње да шири своје идеје у свијету. У љето те исте 1863. године, комитет позива један број земаља у Женеву на међународни конгрес. 26. октобра генерал Дифур отвара ову конференцију која је окупила 36 представника из 16 земаља. Након 4 дана конгреса, скуп доноси десет одлука и изражава три жеље: Стварање, у свакој од земаља, једног „националног комитета за помоћ рањеницима“, а као услов и основу, захтијева да санитетске службе, добровољци и рањеници буду заштићени, односно да буду проглашени „неутралним“ или „неповрједивим“.
Скуп усваја као знак заштите и распознавања црвени крст на бијелом пољу, обрнуто од боја швајцарске заставе. Динанова визија постаје стварност: рођена је свјетска организација Црвеног крста. На дан 22. августа 1864. године, тек годину дана након конференције, у Женеви је потписана прва Конвенција, (а постоје 4 Женевске конвенције) која се односи на заштиту рањеника у копненим снагама.: Године 1868. заштита је проширена на рањенике поморских снага и бродоломнике. Али биће потребно још времена да би ови принципи постали универзално обавезни (1899—1907).
У годинама које су услиједиле, постепено присуствујемо стварању националних друштава Црвеног крста, што је био један од циљева Динана. 17. јула 1866. генерал Дифур и савезни савјетник Јакоб Дубс стварају швајцарски Црвени крст. У цијелом свијету, почиње обука добровољаца за пружање прве помоћи болеснима и рањенима. Снабдијевају се магацини завојним материјалом, ћебадима и другим потрепштинама за помоћ; све је спремно за случај избијања сукоба. Црвени крст је врло брзо стављен на пробу приликом избијања француско-њемачког рата 1870. године, који је однио много жртава. Али по први пут у историји, помоћници Црвеног крста су обучени да пруже рањеницима ефикасну помоћ на лицу мјеста. Прво друштво Црвеног крста на Балкану основано је 1875. године у Црној Гори, као двадесет друго по реду у свијету.
Ако је тачно да је Анри Динан написао књигу потакнут страхотама једне битке и да је тај исти оружани сукоб довео до стварања хуманитарног покрета који је данас присутан у цијелом свијету, такође је тачно да је хуманитарни дух који влада Црвеним крстом постојао од самог почетка, а везан за било коју ситуацију у којој је људском бићу потребна помоћ другог људског бића. Анри Динан је видио организацију Црвеног крста као друштво, које и у мирно вријеме, треба да пружи помоћ болесницима, прву помоћ рањеницима и помоћ старијим особама, хендикепиранима или особама којима је то потребно, дакле када год за то постоји потреба-као приликом природних катастрофа или епидемија. Тако је већ крајем прошлог вијека било болничарки Црвеног крста, из служби организованих за помоћ или добровољаца, који су активно били укључени у пружању помоћи социјално угроженим лицима.
По завршетку Великог рата, европско становништво има само једну жељу: да више никад не буде рата. У тој нади се 1919. године национална друштва уједињују и стварају Федерацију националних друштава Црвеног крста. У Европи се током двадесетих и тридесетих година појављују тоталитарни режими: прво у Италији, затим у Њемачкој, Шпанији... За Црвени крст, ово је један од најстрашнијих периода у његовој историји, јер осим што осјећа долазак новог рата, већ је суочен са државама које игноришу хуманитарне принципе и служе се њима са најсмјелијим цинизмом.
Дјело Анри Динана узима маха и његово постојање се оправдава сваком годином. Али овај велики човјек пада у заборав. Послије дугих година које је провео лутајући по Европи, оснивач Црвеног крста, ускоро шездесетогодишњак, стиже једно вече године 1887, уморан и скоро без новца у Хајден у Апенцелу. Године 1892. он налази мир и одмор у једној болници у округу Хајден, након живота испуњеног жртвовањима и разочарењима. Живи потпуно повучено на другом спрату болнице у Хајдену, уз његу главне болничарке, ђаконесе по имену Елиз Болигер. Новинар Георг Баумбергер, који је започео истраживања о његовом животу, најзад га проналази и подсјећа јавно мњење на постојање овог старог и заборављеног човјека. Тако подиже талас симпатија према Анри Динану и прва Нобелова награда за мир је додијељена овом човјеку од 73 године, који већ дуго живи као самотњак. Али оснивач Црвеног крста се већ одавно повукао из свијета и одлучује да на располагање хуманитарних дјела стави сав новац који му је том приликом додијељен. Мало прије своје смрти, Анри Динан је предвидио рат који ће запалити и окрвавити скоро цијели свијет. Реченица коју тад изговара на свом њемачком језику са примјесама француског, остаће запамћена: „Es wird kommen eine grosse, grosse Krieg...“ Његово предсказање се обистинило и почетком 20. вијека избија Први свјетски рат.
Анри Динан умире 30. октобра 1910. у 82-ој години живота. Сахрањен је у пуној дискрецији, према сопственој жељи, на гробљу Шихфелд у Цириху.
Од оснивања Црвеног крста 1863. године, 35 националних друштава Црвеног крста или Црвеног полумјесеца је створено у Европи у освит 20. вијека. Она су спремна да интервенишу приликом криза сваке врсте. Европа је почетком нашег вијека подијељена. Човјечанство се налази пред друштвеним кризама и глађу. Суочена са разорним снагама, организација Црвеног крста је спреман да ангажује сва своја средства како би помогла и одбранила људска права. Коришћење авиона као средства за вођење борбе даје трећу димензију непријатељствима. Сходно томе, пољске болнице и шатори Црвеног крста морају бити препознатљиви са неба. Али авион није само кориштен за бацање бомби, био је и од драгоцјене помоћи, наиме за брзи транспорт рањеника.
Велики број ратних заробљеника је био размијењен посредством Међународног комитета Црвеног крста (МКЦК) што је омогућило да се заробљеници врате у своју отаџбину. Вече уочи Божића 1917. године људи су могли присуствовати дирљивим сценама на жељезничкој станици у Женеви-Корнавин; повратак ратних заробљеника, а женевски волонтери Црвеног крста украшавају пероне божићним јелкама и пружају окрепљење рањеницима.
Прије него што је завршен Први свјетски рат, МКЦК се суочио са потпуно новом и посебно осјетљивом ситуацијом: руска револуција и заштита рањеника у случају грађанског рата. У оквиру овог сукоба, појавиће се, осим Друштва ЦК које је постојало у царско доба, друштво које су сновали револуционари. Али у складу са принципом, признаје се само једно национално друштво. Шта урадити ако се у једној земљи, 2 друштва позивају на женевске конвенције? Упркос овој несигурности, Цк је био у могућности да пружи помоћ. Штавише, ЦК је извукао лекцију из овог искуства које ће постати правило касније прихваћено на конференцији у Стокхолму 1948. године; током сукоба ниједно ново друштво не може бити признато; па, ипак, де факто се одржавају односи са сваким друштвом које се бави стварним активностима.
Посљедица рата и лоших услова, глад погађа више милиона лица између 1920. и 1923. године. Руски народ пролази кроз тешко искушење. Европска Национална друштва ЦК пружају помоћ уз подршку аутохтоних друштава.
Хигијена је данас евидентна. Али то није био случај у тадашњем времену. Након Првог свјетског рата, друштва ЦК учествују у борби против латентних болести, организујући информативне кампање и образовање о здрављу. Превенција, хигијена и уравнотежена исхрана су три ослонца ове борбе која је започета против болести и епидемија.
Црвени крст је присутан на свим бојним пољима, на свим фронтовима у Европи. Пружа помоћ рањеницима, његује их и упућује у пољске болнице које се налазе у позадини фронта. Користе се сва расположива средства у борби против људске биједе; у случају да се покваре кола, без оклијевања се користе коњи, чак и пси. Током овог рата, зараћене државе су на својим територијама отвориле многобројне логоре за ратне заробљенике. Захваљујући постојећим конвенцијама, ЦК је могао да обави више 11.000 посјета логорима, да уручи 24 милиона писама и да подијели помоћ у вриједности од 3,4 милијарде швајцарских франака. Једно од најтамнијих поглавља овог периода је без сумње поглавље концентрационих логора национал-социјалистичког режима, у којима је више милиона особа, од којих већина Јевреја, било убијено. ЦК је хтио више да се ангажује у корист цивилног становништва, али је нажалост у томе био спријечен. Мора се констатовати да је ово био један од највећих пораза које је човјечанство доживјело, а самим тим и Црвени крст.
Од Првог свјетског рата, служба тражења Црвеног крста је била осавремењена. Током и након Другог свјетског рата служба тражења остварује немогуће. Стотине хиљада породица које је одвојио рат су уједињене, стотине хиљада војника који су били пријављени као нестали, или су сматрани мртвима, су на тај начин могли поново да сретну своје супруге и дјецу.
Анри Динан се није само борио против ратних посљедица, већ се борио и против самог рата. Он је једноставно хтио да спријечи постојање оружаних сукоба, насиља. Његов је циљ био да окупи народе под знаком човјечности и да створи услове за живот који би омогућили ширење истинског мира. ЦК својим хуманитарним ангажманом, који је заснован на солидарности међу свим људима, даје свој индиректан али неопходан допринос изградњи правног и трајног мира у свијету. Идеал ЦК окупља све људе и народе на планети. У складу са својим хуманитарним радом, ЦК такође ради за мир.

## Симболи
Међународни покрет Црвеног крста и Црвеног полумесеца користи заштитне симболе по Женевским конвенцијама.

### Црвени крст
Црвени крст је први симбол Међународног покрета прихваћен приликом оснивања Покрета 1863. године у Женеви.
Битно је разликовати Црвени крст и крст Светог Ђорђа који се појављује на заставама неких држава и градова, као што су Енглеска, Грузија, Барселона и многи други. Црвени крст се често назива и "хеленски Црвени крст" због свог карактеристичног једнакокраког дизајна, а највећа разлика између њега и крста светог Ђорђа је у томе што је Црвени крст направљен од 5 једнаких квадрата постављених на белој површини, док крст светог Ђорђа има краке неједнаке дужине који иду до ивица заставе.
Како би оборили аргументе Отоманског царства да симбол Црвеног крста има везе са хришћанством, 1906. године је промовисана идеја да је симбол направљен на основу инверзије боја заставе Швајцарске иако нема доказа који подржавају ову чињеницу.

### Црвени полумесец
Током Руско-турских ратова (1877-1878) Отоманско царство је користило Црвени полумесец као заштитни симбол уместо Црвеног крста зато што су мислили да би то отуђило муслиманске војнике. На упит Међународног комитета 1877. године, Руско царство се изјаснило да ће потпуно поштовати особе и грађевине означене Црвеним полумесецом, исто тако Отоманско царство се изјаснило да ће поштовати симбол Црвеног крста. Након ове дефакто процене једнакости оба симбола, Међународни комитет је прогласио 1878. године да би у принципу било могуће усвојити додатни симбол за нехришћанске земље. Амандманом женевских конвенција (члан 19.) 1929. године, Црвени полумесец је формално признат као заштитни симбол.
Падом Отоманског царства, прве земље које су усвојиле Црвени полумесец су, између осталих биле Турска и Египат. Данас готово све земље са претежно муслиманском популацијом користе Црвени полумесец као заштитни симбол, а нека Национална друштва су променила свој симбол из Црвеног крста у Црвени полумесец, а то су: Пакистан (1974), Малезија (1975) и Бангладеш (1989). Тренутно 33 од 190 Националних друштава користе Црвени полумесец.

### Црвени Лав и Сунце
У периоду од 1924. до 1980. године, Иран је, на основу заставе и државног амблема Ирана користио Црвени Лав и Сунце. Симбол Црвеног Лава и Сунца је званично признат 1929. заједно са Црвеним полумесецом. Иако је након иранске револуције 1980. године Иран прешао на Црвени полумесец, задржао је апсолутно право да у сваком тренутку настави да користи Црвени Лав и Сунце.

## Признања
На 8. међународној конференцији Црвеног Крста, која је одржана 1907. године у Лондону, дат је предлог да се установи медаља која би носила име Флоренс Најтингејл. На наредној, 9. међународној конференцији, одржаној у Вашингтону 1912. године установљена је медаља „Флоренс Најтингејл“ са дипломом, која ће се сваке године у време мира додељивати у 6, а у време рата у 12 комада. Ипак, први пут додељена је тек 1920. године, када је одликована и Делфа Иванић. На 10. конференцији, 1923. године, ово признање добила је и Анка Ђуровић, а после ње Љубица Луковић (1925) и Боса Ранковић (1931).

## Принципи
Седам основних принципа чине суштину Покрета. Усвојени су на XX Међународној конференцији у Женеви 1965. године. Државе су дужне да у свако доба поштују приврженост свих саставних дијелова Основним принципима Покрета ....
- Хуманост

Покрет ЦК/ЦП је настао у жељу да без дискриминације пружи помоћ рањеницима на бојном пољу. Његов циљ је да штити живот, здравље и поштовање људске личности.
- Непристрасност

Покрет не прави разлику према класи или раси појединца, те настоји да ублажи њихова страдања руковођен само њиховим потребама.
- Неутралност

Да би сачувао повјерење свих Покрет се не опредјељује у расправама вјерске, класне, расне или политичке природе.
- Независност

Покрет је независан, јер Национална друштва као помоћни органи хуманитарних служби својих влада, морају сачувати своју аутономију, да би могли дјеловати у складу са принципима.
- Добровољност

Покрет не покреће жеља за стицањем користи, он је добровољан.
- Јединство

У једној земљи може постојати само једно друштво ЦК/ЦП и оно мора бити доступно свима и спроводити своју дјелатност на цијелој територији.
- Универзалност

Покрет је универзалан, јер сва друштва у њему имају једнак статус, помажу се и дијеле једнака права.

## Женевске конвенције
Прва конвенција штити рањене и болесне војнике, као и санитетско особље у копненим снагама.
Друга гарантује заштиту рањених, болесних војника или бродоломника и заштиту санитетског особља поморских снага.
Трећа је посвећена побољшању третмана ратних заробљеника.
Посљедња конвенција најзад пружа заштиту цивилима приликом оружаних сукоба и на окупираним територијама. Потписана је након Другог свјетског рата, и најзначајнија је одлука Женевске конвенције.
Четири конвенције су 1977. године допуњене са допунским Протоколима који узимају у обзир методе модерног рата и обезбјеђују бољу заштиту цивилима...

### Књиге
- Bennett, Angela (2005). The Geneva Convention: The Hidden Origins of the Red Cross. Sutton Publishing, Gloucestershire, England. ISBN 978-0-7509-4147-1.
- Boissier, Pierre (1985). History of the International Committee of the Red Cross. Volume I: From Solferino to Tsushima. Henry Dunant Institute, Geneva. ISBN 978-2-88044-012-1.
- Bugnion, François (2003). The International Committee of the Red Cross and the Protection of War Victims. ICRC & Macmillan (ref. 0503), Geneva. ISBN 978-0-333-74771-1.
- Dunant, Henry (1986). A Memory of Solferino. ICRC, Genev. ISBN 978-2-88145-006-8.
- Durand, André (1984). History of the International Committee of the Red Cross. Volume II: From Sarajevo to Hiroshima. Henry Dunant Institute, Geneva. ISBN 978-2-88044-009-1.
- Farmborough, Florence (1975). With the Armies of the Tsar: A Nurse at the Russian Front 1914-1918. Stein and Day, New York. ISBN 978-0-8128-1793-5.
- Forsythe, David P. (1978). Humanitarian Politics: The International Committee of the Red Cross. Johns Hopkins University Press, Baltimor. ISBN 978-0-8018-1983-4.
- Forsythe, David P. (2005). The Humanitarians: The International Committee of the Red Cross. Cambridge: Cambridge University Press. ISBN 978-0-521-61281-4.
- Haug, Hans (1993). Humanity for All: The International Red Cross and Red Crescent Movement. Henry Dunant Institute, Geneva in association with Paul Haupt Publishers, Bern. ISBN 978-3-258-04719-5.
- Hutchinson, John F. (1997). Champions of Charity: War and the Rise of the Red Cross. Westview Press, Boulder, Colorado. ISBN 978-0-8133-3367-0.
- Moorehead, Caroline (1998). Dunant's Dream: War, Switzerland and the History of the Red Cross. HarperCollins, London. ISBN 978-0-00-255141-0. (Hardcover edition); HarperCollins, London 1999,.  978-0-00-638883-8 (Paperback edition)
- Willemin, Georges; Heacock, Roger (1984). International Organization and the Evolution of World Society. Volume 2: The International Committee of the Red Cross. Martinus Nijhoff Publishers, Boston. ISBN 978-90-247-3064-3.

### Чланци у часописима
- Maresca; Lavoyer (1999). „The Role of the ICRC in the Development of International Humanitarian Law.”. International Negotiation. 4 (3): 503—527. ISSN 1382-340X. doi:10.1163/15718069920848598.. Brill Academic Publishers. }-
- Walters, William C. (2004). An assessment of the capacity of the Red Cross National Societies to address the psychological and social needs of survivors of disasters and complex emergencies in Central and South America] (Теза). Wilfrid Laurier University.